# Sarcé
Sarcé település Franciaországban, Sarthe megyében. Lakosainak száma 268 fő (2022. január 1.). Sarcé Mayet, Aubigné-Racan, Coulongé és Pontvallain községekkel határos.

## Népesség
A település népessége az elmúlt években az alábbi módon változott:
| Lakosok száma | 292  | 296  | 302  | 299  | 299  | 300  | 289  | 279  | 268  |
|               | 2013 | 2015 | 2016 | 2017 | 2018 | 2019 | 2020 | 2021 | 2022 |